# Jax (Haute-Loire)
Jax é uma comuna francesa na região administrativa de Auvérnia-Ródano-Alpes, no departamento de Alto Loire. Estende-se por uma área de 11,93 km². Em 2010 a comuna tinha 150 habitantes (densidade: 12,6 hab./km²).